# Abacum
Abacum, izumrli fosilni rod s jedinom poznatom vrstom Abacum rudis (A.Combaz) P.Pittau, eukariotski organizam klaificiran u praživotinje (Protozoa) i razredu Acritarcha